# Doppelbock
Doppelbock ou double bock é uma versão mais forte da traditional bock que foi fabricada em Munique pelos monges Paulaner, uma ordem fundada por São Francisco de Paula. 
Historicamente, a doppelbock era forte em álcool e doce, servindo assim como "pão líquido" para os monges durante os períodos de jejum, quando o alimento sólido não era permitido. Hoje, a doppelbock ainda é forte, variando de 7% a 12% ou mais, em volume. É claro, com cor variando de ouro escuro, para a versão mais pálida, ao marrom escuro com reflexos rubi para a versão mais escura. Ela tem um grande colarinho, cremoso e persistente (embora a retenção de espuma possa ser prejudicada pelo álcool nas versões mais fortes). O aroma é intenso de malte, com algumas notas tostadas e, possivelmente, alguma presença de álcool, bem como, as versões mais escuras podem ter um gosto de chocolate ou aroma frutado. O sabor é muito rico e maltado, com notas tostadas e teor alcoólico perceptível, e pouco ou nenhum lúpulo detectável (16-26 IBUs). Versões mais claras podem ter um final seco. 
Os monges que originalmente fabricavam a doppelbock chamavam a sua cerveja de "Salvator", que hoje é registrada pela cervejaria Paulaner. Cervejarias que produzem dopplebocks atualmente costumam adicionar "-ator" no sufixo do nome de sua cerveja como um sinal do estilo; existem 200 nomes "-ator" de doppelbocks registrados no escritório de patentes alemão.
A seguir, estão exemplos que representam o estilo: Paulaner Salvator, Ayinger Celebrator, Weihenstephaner Korbinian, Andechser Doppelbock Dunkel, Spaten Optimator, Tucher Bajuvator, Weltenburger Kloster Asam-Bock, Capital Autumnal Fire, EKU 28, Eggenberg Urbock 23º, Bell's Consecrator, Moretti La Rossa, Samuel Adams Double Bock, Troegs Troegenator Double Bock, Wasatch Brewery Devastator, Great Lakes Doppelrock.

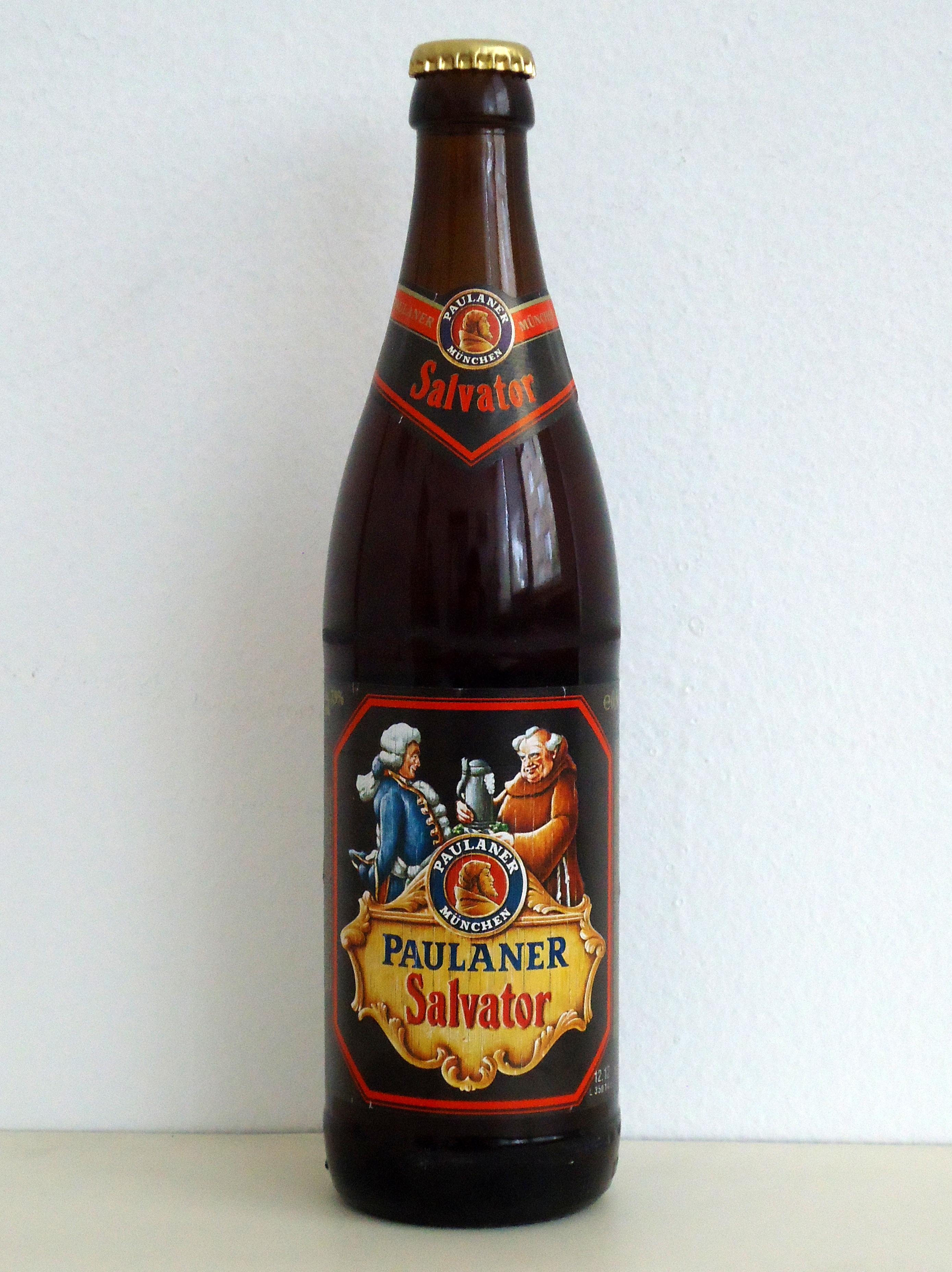
Exemplar de Salvator. Primeira marca de doppelbock.